# Gelasma calaina
Gelasma calaina là một loài bướm đêm trong họ Geometridae.